# Hellmuth Karasek

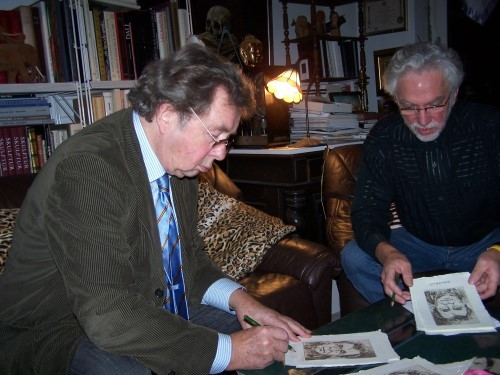
Hellmuth Karasek (trái) và Jens Rusch

Hellmuth Karasek (4 tháng 1 năm 1934 – 29 tháng 9 năm 2015) là một ký giả Đức, một nhà phê bình văn học, nhà văn, tác giả nhiều cuốn sách về văn chương và phim ảnh.
Karasek sinh tại Brünn, Tiệp Khắc. Karasek đã từng thuộc đoàn thiếu niên Hitler và theo học tại viện giáo dục chính trị quốc gia ở Loben. Năn 1944, khi ông lên 10, gia đình ông đã di tản từ Bielitz (ngày nay thuộc Ba Lan) tới Bernburg. Sau khi học xong trung học đầu thập niên 1950, ông chuyển từ Đông Đức sang Tây Đức và theo học tại đại học Tübingen.
Sau khi tốt nghiệp, Karasek làm việc như là một ký giả, và từ năm 1968 trở thành nhà phê bình kịch nghệ của tờ báo Die Zeit. Từ 1974 cho tới 1996 ông làm việc cho báo hàng tuần Der Spiegel, sau đó cho đến 2004 ông cùng là chủ nhiệm báo hàng ngày Tagesspiegel. Năm 1999, ông trở thành thành viên ban giám khảo Đại hội phim ảnh quốc tế Berlin 49.
Vào những năm cuối cùng, Karasek thường xuất hiện trên truyền hình Đức, cùng với Marcel Reich-Ranicki, một trong những thành viên thường xuyên của chương trìnnh phê bình văn học Das Literarische Quartett.

## Phát biểu
Karasek phát biểu về quá khứ của mình với thông tấn xã DPA: ''Tôi đã sống dưới 2 chế độ độc tài. Chế độ thứ nhất ban đầu tôi thích, nhưng sau này nhận ra, đó là một chế độ bẩn thiểu. Còn chế độ thứ hai, thì tôi đã ghét ngay từ đầu''.